# Messico ai Giochi della X Olimpiade
Il Messico partecipò ai Giochi della X Olimpiade, svoltisi a Los Angeles, Stati Uniti, dal 30 luglio al 14 agosto 1932, con una delegazione di 73 atleti impegnati in dodici discipline.

## Medagliere

### Per discipline
| Sport    | Oro | Argento | Bronzo | Totale |
| -------- | --- | ------- | ------ | ------ |
| Pugilato | 0   | 1       | 0      | 1      |
| Tiro     | 0   | 1       | 0      | 1      |
| Totale   | 0   | 2       | 0      | 0      |

### Medaglie
| Medaglia | Atleta            | Sport    | Evento                    |
| -------- | ----------------- | -------- | ------------------------- |
| Argento  | Francisco Cabañas | Pugilato | Pesi mosca                |
| Argento  | Gustavo Huet      | Tiro     | Carabina 50 metri a terra |